# Wojciech Ostrowski
Wojciech Ostrowski – polski piłkarz ręczny i trener piłki ręcznej.
Jego kariera silnie związana jest ze Stalą Mielec. Grał w drużynie tego klubu, zajmował się szkoleniem młodzieży i seniorów. Po raz pierwszy powierzono mu funkcję drugiego trenera w drugiej rundzie sezonu 1985/1986. W lutym 2007 zastąpił Edwarda Strząbałę na stanowisku pierwszego trenera. Stal grała wówczas w ekstraklasie, ale po 18 kolejkach miała jedynie 9 punktów i plasowała się na przedostatnim miejscu w tabeli. Drużyna nie zdołała się utrzymać, ale w kolejnym sezonie, wciąż prowadzona przez Ostrowskiego, wygrała rozgrywki I ligi i ponownie awansowała. Po tym sukcesie Ostrowski ogłosił zakończenie kariery trenerskiej (choć w dalszym ciągu zajmował się szkoleniem młodzieży w Stali) i został zastąpiony przez Ryszarda Skutnika.
Wojciech Ostrowski pracował również jako szkoleniowiec w klubach francuskich i kanadyjskich, trzykrotnie zdobywał tytuł Mistrza Kanady.
Został wybrany na trenera roku 2008 w plebiscytach Korsa i Nowin.

## Nagrody
- 2006 – Laureat Nagrody Prezydenta Miasta Gdańska w Dziedzinie Kultury[8]